# Verbindungstechnik

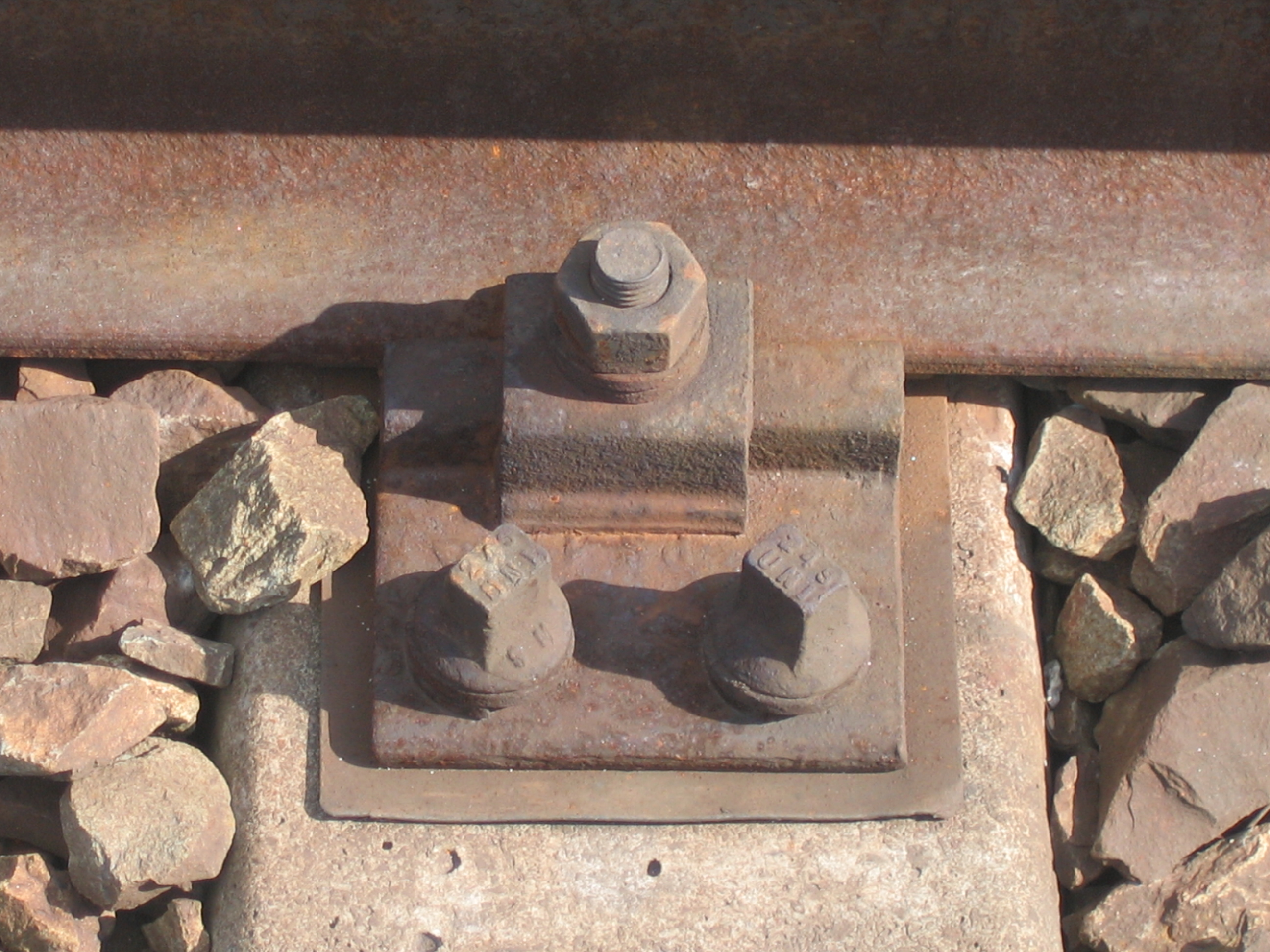
Verbindung zwischen Schiene und Schwelle:
Ein Formschluss fixiert die Schiene seitlich. In Längsrichtung der Schiene wird diese lediglich durch Klemmung gehalten. Dieser Kraftschluss erlaubt es der Schiene, bei temperaturbedingter Längenänderung durch die Aufnahme zu rutschen.

Die Verbindungstechnik umfasst Methoden des Zusammenfügens von Einzelteilen und Baugruppen zu technischen Bauelementen, Geräten, Maschinen, Apparaten und ganzen Anlagen. Bewegliche Verbindungen werden als Gelenke bezeichnet.
Der Vorgang des Verbindens wird als Fügen bezeichnet und ist Teil der Fertigungstechnik. Vorgänge des Zusammenbaus werden allgemein auch als Montage bezeichnet. Im Bauwesen wird von Befestigungstechnik anstatt von Verbindungstechnik gesprochen.
Verbindungen werden nach Lösbarkeit und nach Verbindungsart (d. h. physikalische Wirkprinzipien) unterteilt.
Viele in der Verbindungstechnik gebrauchte Bauteile wie Niete oder Schrauben gehören zu den einfachen und in großen Stückzahlen gebrauchten Maschinenelementen.

## Lösbarkeit
Verbindungen können sein:
- lösbar, wenn sie ohne Beschädigung der Bauteile wieder gelöst werden können (z. B. Schraubverbindung oder Klettverschluss)
- nicht lösbar, wenn die Bauteile zerstört werden müssen (z. B. Schweißverbindung)
- bedingt lösbar, wenn nur die Hilfsfügeteile zerstört werden müssen, aber nicht die Bauteile (z. B. Lösen eines Klebstoffs oder Abschlagen der Niete einer Nietverbindung)

## Verbindungsart

### Formschluss

Prinzip von Form- und Kraftschluss. Der obere Kubus lässt sich nur wenig verschieben, da er in eine Aussparung eingepasst ist. Der untere Kubus wird durch eine Auflast auf die Unterlage gepresst und kann daher nur verschoben werden, wenn die hierzu aufgewendete Kraft die Haftreibung des Materials auf der Unterlage übersteigt.

Formschlüssige Verbindungen entstehen durch das Ineinandergreifen der Verbindungspartner.
So kann beispielsweise der Deckel nicht vom Topf seitlich wegrutschen, da beide am Rand ineinandergreifen. Andererseits kann ein runder Deckel auf dem Topf sitzend gedreht werden, denn gegen die Drehung wirkt kein Formschluss. Nach unten hat der Deckel einen Anschlag gegen den Topf. Das ist ein „halber Formschluss“, denn nach oben lässt er sich wegnehmen.
Ein Formschluss wirkt über „die geometrische Berührung zweier Wirkflächen“. Und „die Wirkkräfte werden als Normalkräfte an die Wirkflächen eines Mitnehmerteils übertragen“ (Flächenpressung und Hertzsche Pressung).
Typischerweise tritt beim Formschluss in der Verbindung ein gewisses fertigungsbedingtes Spiel auf.
Bei einer formschlüssigen Verbindung blockiert ein Verbindungspartner die Bewegung des anderen. Eine solche „Sperrung“ erfolgt mindestens in einer Richtung. Ist ein zweites Flächenpaar gegenüber angeordnet, ist auch die Gegenrichtung gesperrt (siehe Prinzip-Darstellung und vergleiche Spundung), wobei Schraubenverbindungen in der Regel sowohl form- als auch kraftschlüssig sind.
Zum Verbinden zweier Bleche durch Formschluss können diese am Rand miteinander gefälzt werden. Häufig wird auch ein drittes Element wie eine Schraube oder ein Niet verwendet, um die Teile zu verbinden.
Bei dünnen Blechen oder großen Kräften zwischen den Blechen in Richtung ihrer Ebenen besteht die Gefahr plastischer Verformung an den Lochrändern der Bleche (Lochleibung) und der Scherung im Verbindungselement. Die Lochleibung kann entlastet werden, indem beispielsweise eine Schraube als Verbindungselement angezogen wird und die Bleche aufeinanderpresst, sodass die Reibung zwischen ihnen ein Verschieben der Bleche verhindert. Die Verbindung der Bleche durch die zwischen ihnen wirkende Reibung wird als Reibschluss oder Kraftschluss bezeichnet.
Beispiele mit Formschluss
lösbar:
- Nut-Feder-Verbindung
- Passfeder
- Reißverschluss
- Klettverschluss
- Schwalbenschwanzverbindung
- Verbindungsbeschlag
- Zahnkupplung
- Ineinandergreifende Verzahnungen, z. B. Zahnrad und Zahnstange

nicht lösbar:
- Durchsetzfügen
- Heißverstemmen

### Kraftschluss (Reibschluss)

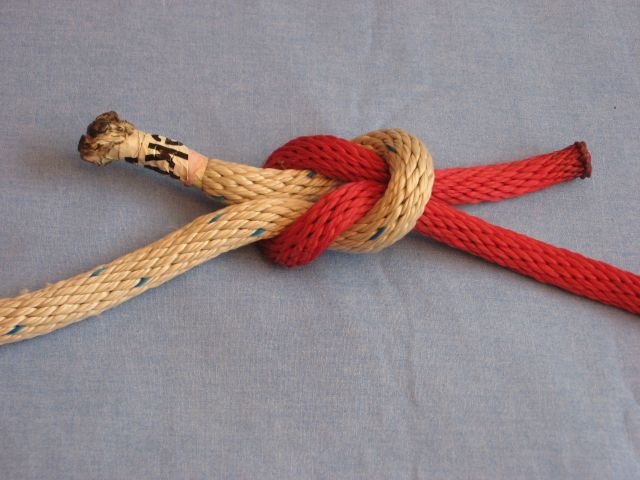
Kreuzknoten

Kraftschlüssige Verbindungen setzen eine Normalkraft {\displaystyle F_{\text{N}}} (z. B. die Gewichtskraft {\displaystyle F_{\text{G}}}) auf die miteinander verbindenden Flächen voraus. Ihre gegenseitige Verschiebung ist verhindert, solange die durch die Haftreibung bewirkte Gegenkraft nicht überschritten wird. 
{\displaystyle F_{\text{Last}}\leq F_{\text{Haft}}=\mu \cdot F_{\text{N}}}
mit
- der tangentialen Last-Kraft {\displaystyle F_{\text{Last}}} (blau in obigem Bild),
- der tangentialen Haftreibungs-Kraft {\displaystyle F_{\text{Haft}}} (rot),
- dem Haftreibungskoeffizienten {\displaystyle \mu } und
- der Normalkraft {\displaystyle F_{\text{N}}} (grün).

Der Kraft- bzw. Reibschluss ist verloren und die Flächen rutschen aufeinander, wenn die tangential wirkende Last-Kraft größer als die Haftreibungs-Kraft ist.
{\displaystyle F_{\text{Last}}>F_{\text{Haft}}=\mu \cdot F_{\text{N}}}
Beispiele für Kraftschluss infolge Gewichtskraft sind Möbelstücke und Fahrzeuge:
- Möbelstücke lassen sich mit einer horizontalen Kraft auf dem Boden verschieben, wenn diese Kraft größer ist als  {\displaystyle \mu \cdot F_{\text{G}}}.
- Fahrzeuge rutschen auf der Fahrbahn (Straße oder Gleis), wenn die Antriebskraft größer ist als  {\displaystyle \mu \cdot F_{\text{G}}}.

In der Reibungskupplung eines Autos wird der Kraftschluss unterbrochen, wenn sie getreten wird; wird sie nur teilweise gegen die Feder getreten, welche die Normal-Kraft bewirkt, so schleift sie.
Damit die erforderliche Presskraft bei wechselnder Temperaturbelastung oder beim Nachgeben (Fließen) des Materials nicht allzu stark nachlässt, sollten Verbindungselemente wie Niete und Schrauben beim Anziehen leicht gedehnt werden. Niete wurden früher zum Glühen gebracht, bevor die Köpfe geformt wurden, damit sie sich beim Abkühlen zusammenzogen und die zu verbindenden Teile aufeinander pressten.
Kraftschluss ist die Ursache für die Selbsthemmung von belasteten Keilen oder Schrauben: Die Haftreibung zwischen den Wirkflächen verhindert, dass der Keil herausrutscht oder sich die Schraube zu drehen beginnt. Schrauben werden deshalb fest angezogen, auch wenn ihre Vorspannung nicht zur Erzeugung eines Kraftschlusses zwischen den von ihnen verbundenen Teilen benötigt wird (z. B. in einer Blechverbindung, siehe oben). Damit sind fest angezogene Schraubverbindungen auch kraftschlüssige Verbindungen.
Das Klemmen ist ebenfalls ein Kraftschluss: etwas zwischen Daumen und Zeigefinger oder mit einer Federklemme halten.
Zwei miteinander verknotete Seile übertragen eine Zugkraft nur über Kraftschluss, wenn man vernachlässigt, dass die Seile eine Reststeifigkeit gegen Verbiegen haben, also Formschluss in geringem Maße ebenfalls beteiligt ist.

### Stoffschluss

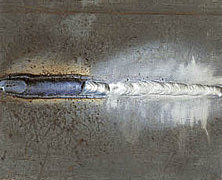
Elektrisch geschweißte Naht (links) und nach der Bearbeitung mit Schlackenhammer und Drahtbürste (rechts)

Stoffschlüssige Verbindungen werden alle Verbindungen genannt, bei denen die Verbindungspartner durch atomare oder molekulare Kräfte zusammengehalten werden. Sie sind gleichzeitig nicht lösbare Verbindungen, die sich nur durch Zerstörung der Verbindungsmittel trennen lassen.
Stoffschlüssige Verbindungen:
- Kleben
- Löten
- Schweißen
- Vulkanisieren